# ملعب العقيد عميروش
ملعب العقيد عميروش وسابقاً يسمى ملعب لويس ديلماس وهو عبارة عن ملعب كرة قدم في مدينة جيجل الجزائرية، يتسع لعشرة آلاف مشجع، تم انشاؤه ابان حقبة الاستعمار الفرنسي سنة 1926، وهو معقل نادي شباب حي موسى، الملعب مغطى بعشب صناعي من الجيل الرابع محاط بمضمار لتدريب ألعاب القوى.

## تاريخ
كان الملعب معقل نادي شبيبة جيجل مند انشاءه قبل ان يتحول النادي للاستقبال في ملعبه الجديد سنة 2005، تم تجديد الملعب سنة 2012 بتكلفة مالية بلغت 70 مليون دينار.